# AEG G.V
AEG G.V là một loại máy bay ném bom hai tầng cánh của Đức trong Chiến tranh thế giới I, được phát triển từ AEG G.IV.

## Quốc gia sử dụng
- Đế quốc Đức
- Không quân Thụy Điển

## Tính năng kỹ chiến thuật (AEG G.V)
Dữ liệu lấy từ German Aircraft of the First World War
Đặc tính tổng quan
- Kíp lái: 3 or 4
- Sức chứa: 6
- Chiều dài: 10,8 m (35 ft 5 in)
- Sải cánh: 27,24 m (89 ft 4 in)
- Chiều cao: 4,5 m (14 ft 9 in)
- Diện tích cánh: 89,5 m2 (963 foot vuông)
- Trọng lượng rỗng: 2.700 kg (5.952 lb)
- Trọng lượng có tải: 4.600 kg (10.141 lb)
- Động cơ: 2 × Mercedes D.IVa kiểu động cơ piston thằng hàng, 6 xy-lanh làm mát bằng nước, 194 kW (260 hp) mỗi chiếc

Hiệu suất bay
- Vận tốc cực đại: 145 km/h (90 mph; 78 kn)
- Tầm bay chuyển sân: 1,160 km (1 mi; 1 nmi)
- Trần bay: 6.500 m (21.325 ft)
- Vận tốc lên cao: 2,78 m/s (547 ft/min)
- Thời gian lên độ cao: 1.000m (3.281ft) trong 6 phút

Vũ khí trang bị

- Súng: 2 hoặc 3 súng máy 7,92 mm (.312 in)
- Bom: 600kg (1.300lb) bom